# SN 2002gv
SN 2002gv – supernowa typu Ia odkryta 10 października 2002 roku w galaktyce A015217+0012. W momencie odkrycia miała maksymalną jasność 20,60m.